# 4006 Sandler
4006 Sandler је астероид главног астероидног појаса са пречником од приближно 16,26 .
Афел астероида је на удаљености од 2,976 астрономских јединица (АЈ) од Сунца, а перихел на 2,054 АЈ.
Ексцентрицитет орбите износи 0,183, инклинација (нагиб) орбите у односу на раван еклиптике 2,385 степени, а орбитални период износи 1457,370 дана (3,990 године).
Апсолутна магнитуда астероида је 12,50 а геометријски албедо 0,066.
Астероид је откривен 29. децембра 1972. године.